# Farah Jacquet
Farah Jacquet (Dinant, 10 mei 1985) is een Belgisch syndicalist en politicus voor de marxistische partij PVDA-PTB.

## Biografie
Jacquet ging als treinbegeleider aan de slag bij de NMBS, waar ze in 2011 voor de socialistische ACOD vakbondsafgevaardigde werd.
Bij de gemeenteraadsverkiezingen van 14 oktober 2018 in Namen werd Jacquet op de PTB-lijst verkozen tot gemeenteraadslid op de PVDA-lijst.
Ze deed in oktober 2018 ook mee aan de provincieraadsverkiezingen voor de provincie Namen, waar ze op de vierde plaats stond, maar werd niet verkozen. In 2019 bekleedde ze de vierde plaats op de PTB-lijst voor de Europese Parlementsverkiezingen in het Frans kiescollege. 
Jacquet werd aangeduid als lijsttrekker bij de federale verkiezingen van 9 juni 2024 in de kieskring Namen. Jacquet werd met 4.970 voorkeursstemmen verkozen in de Kamer van volksvertegenwoordigers.

## Overzicht verkiezingsdeelnames
| Verkiezing                      | Kieskring         | Datum           | Lijst | Lijst | Plaats op lijst | Voorkeursstemmen | Uitslag      | Partijuitslag binnen kieskring |
| ------------------------------- | ----------------- | --------------- | ----- | ----- | --------------- | ---------------- | ------------ | ------------------------------ |
| Gemeenteraadsverkiezingen       | Namen (stad)      | 14 oktober 2018 |       | PTB   | 2e plaats       | 510              | 2e titularis | 7,77% (+4,93%)                 |
| Provincieraadsverkiezingen      | Namen (provincie) | 14 oktober 2018 |       | PTB   | 4e plaats       | 543              |              | 8,76% (+5,81%)                 |
| Europese Parlementsverkiezingen | Frans kiescollege | 26 mei 2019     |       | PTB   | 4e plaats       | 19.862           |              | 14,59% (+9,11%)                |
| Federale verkiezingen (Kamer)   | Kieskring Namen   | 9 juni 2024     |       | PTB   | 1e plaats       | 4.970            | 1e titularis | 10,08% (-1,84%)                |